# Đậu vảy ốc hẹp
Đậu vảy ốc hẹp hay vảy ốc hoa vảy, bút quả thon (danh pháp: Alysicarpus bupleurifolius) là loài thực vật có hoa trong họ Đậu. Loài này được (L.) DC. miêu tả khoa học đầu tiên.

## Hình ảnh

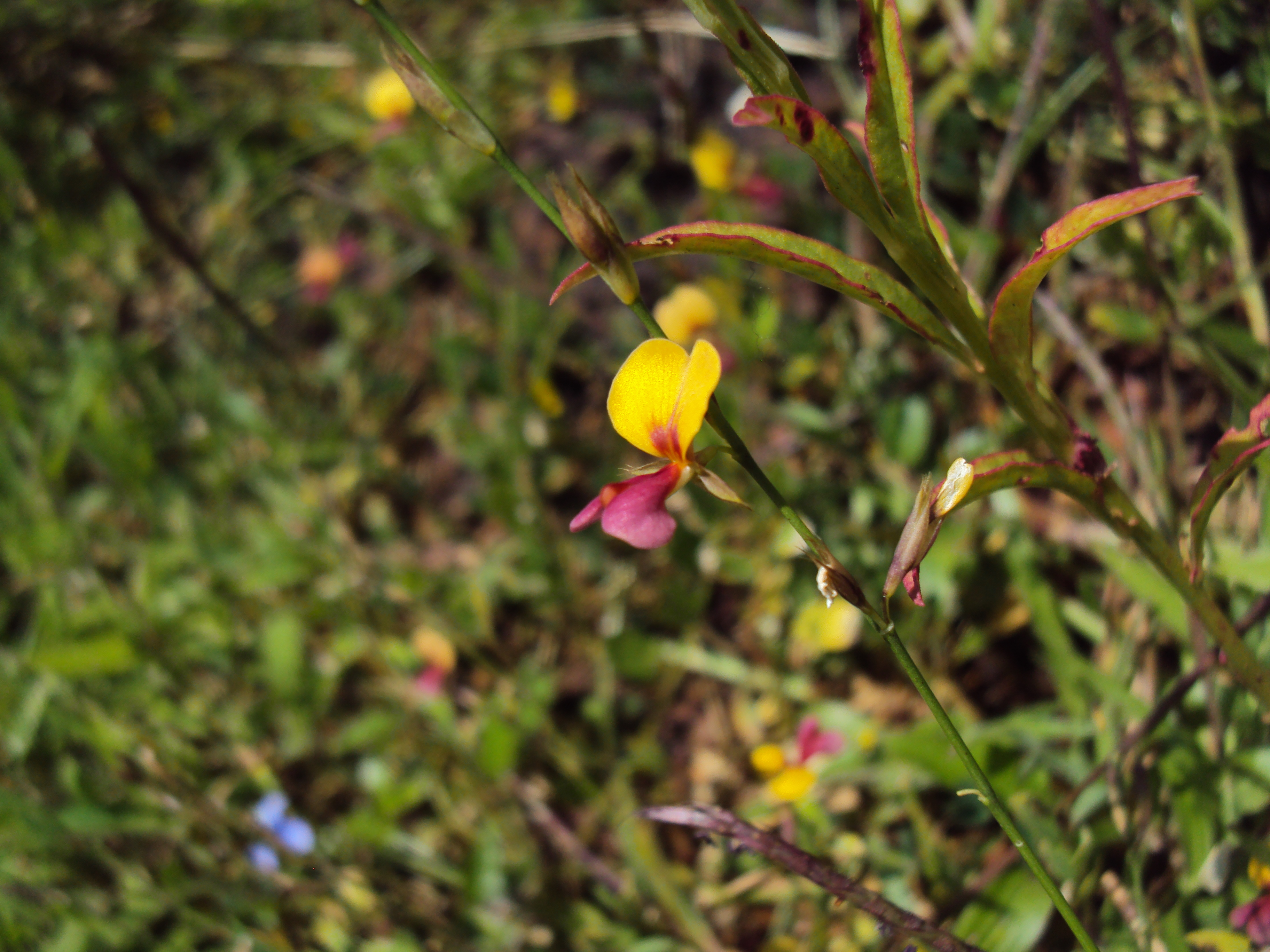
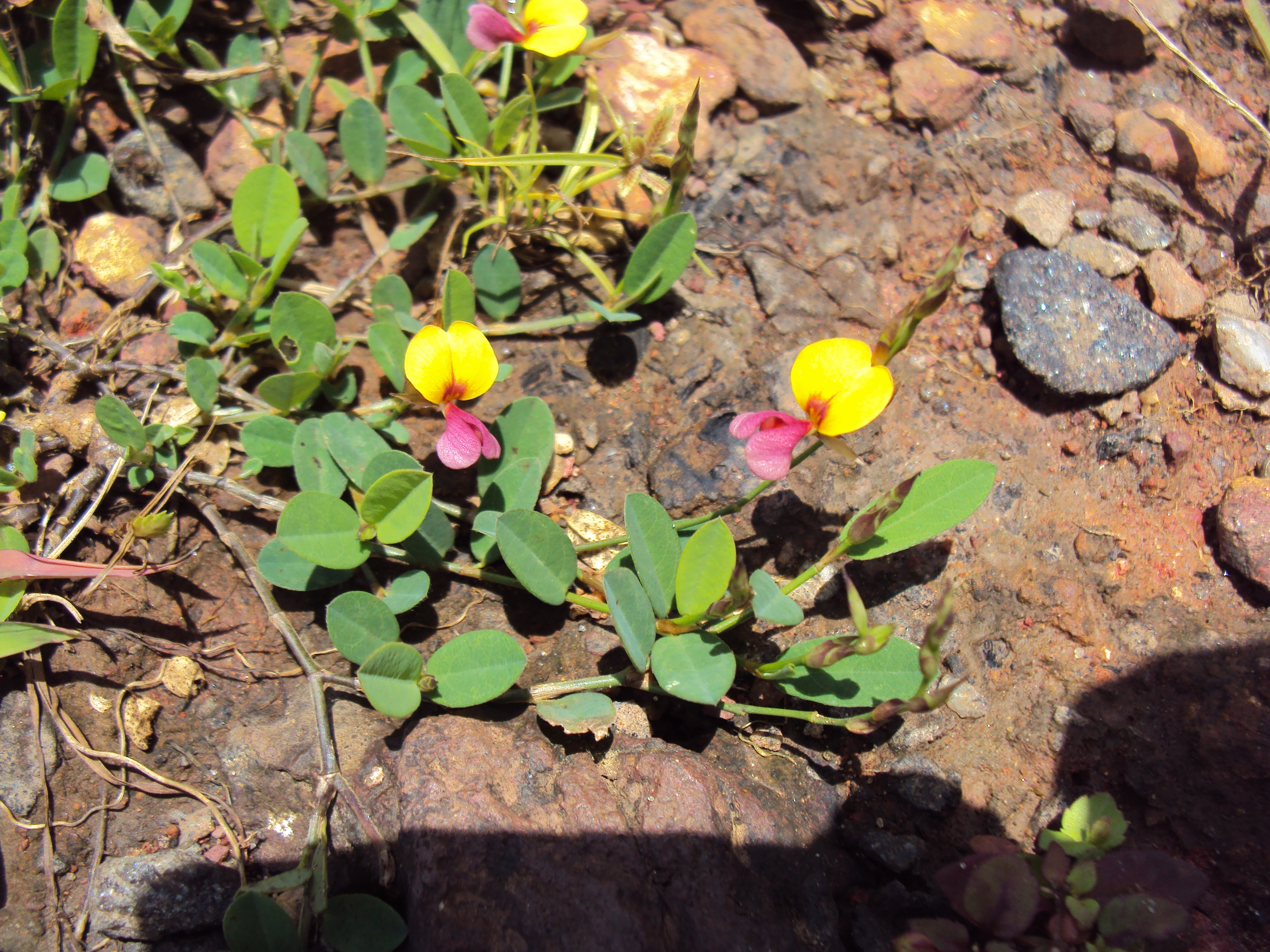
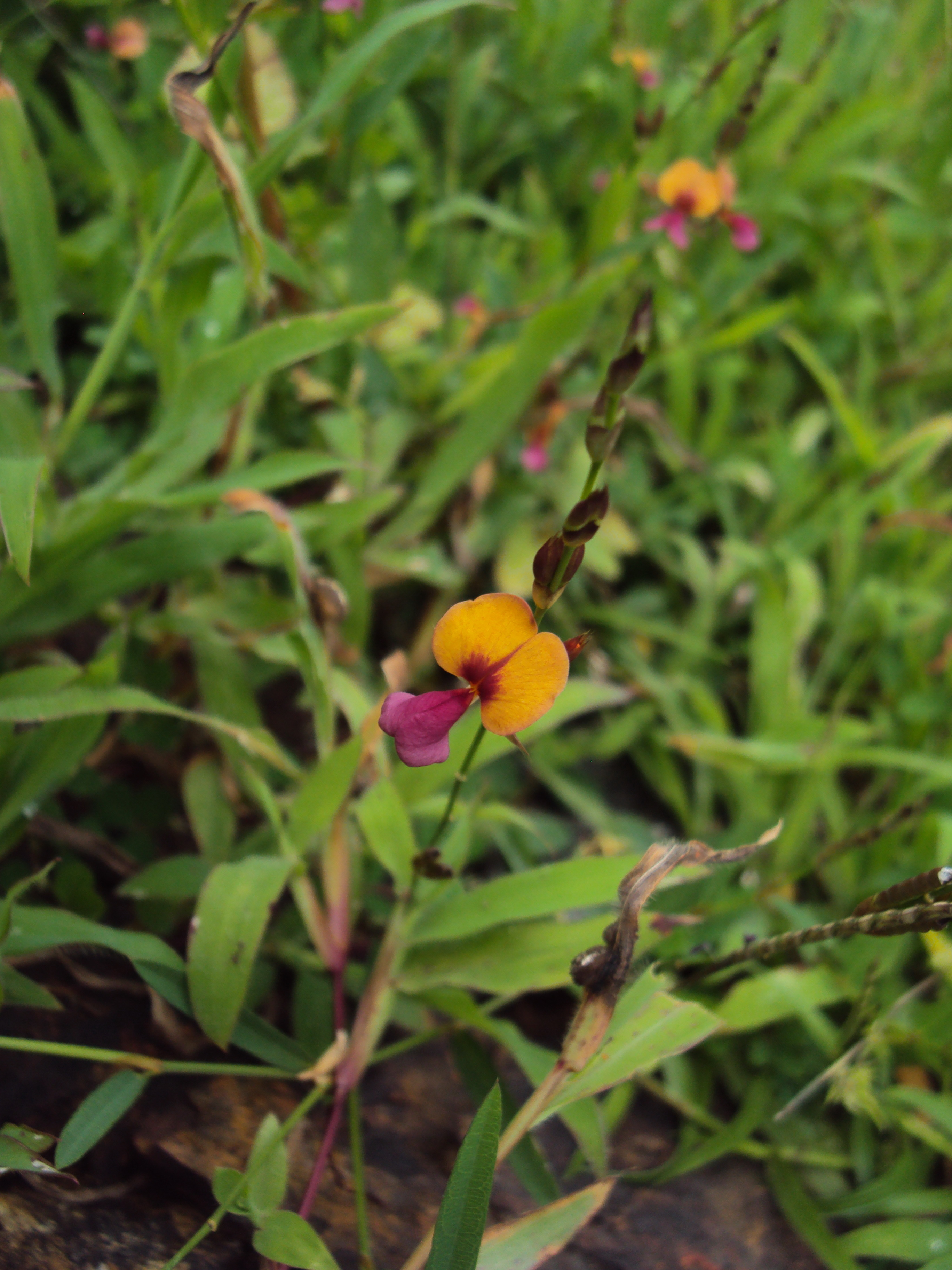
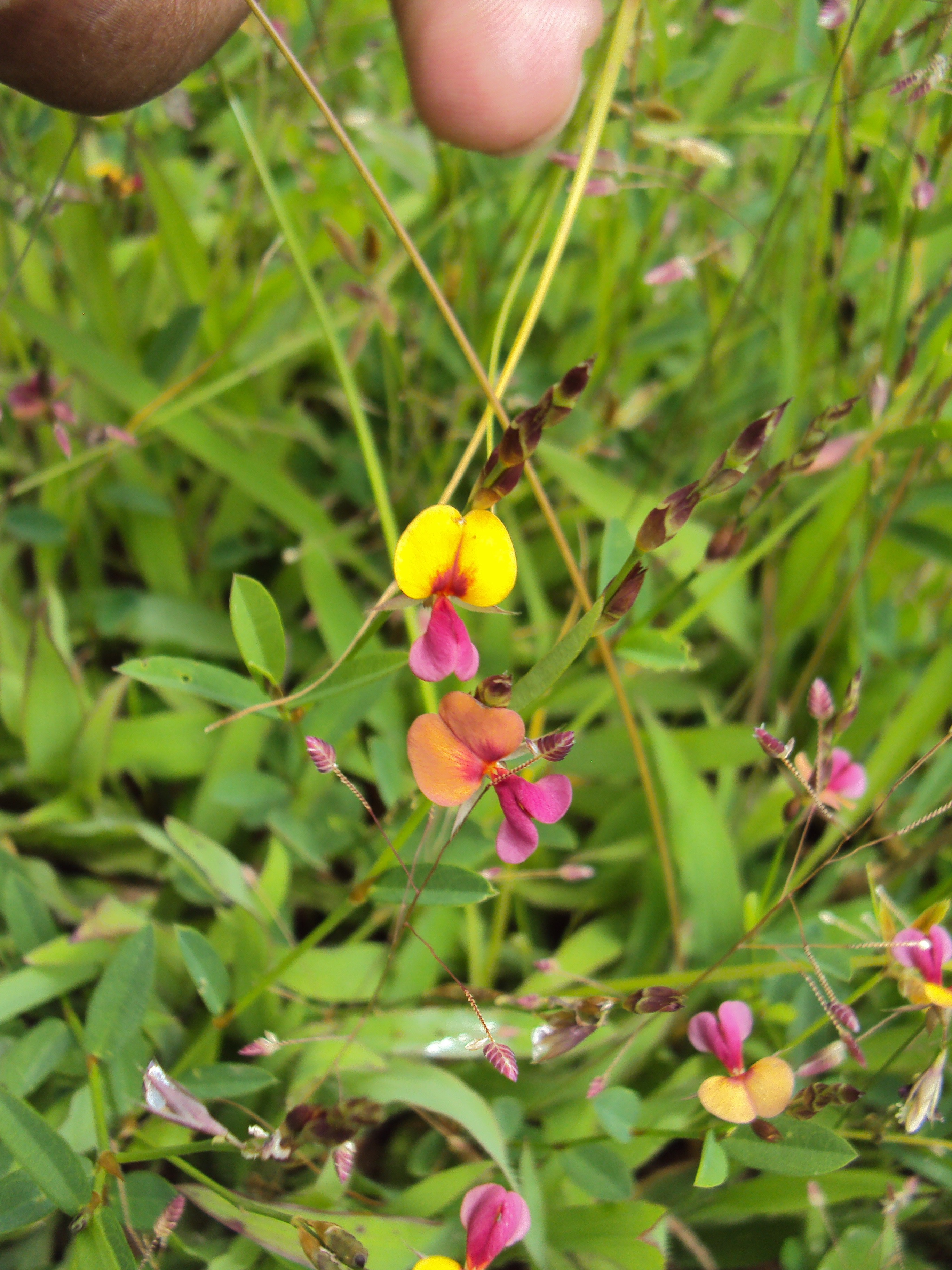